# Celebrity Flora
Le Celebrity Flora, est un navire de croisière d'expéditions appartenant à la compagnie américaine Celebrity Cruises. Il a été construit aux Pays-Bas entre 2017 et 2019.
Depuis 2019, il effectue des croisières autour des Îles Galápagos